# Pizzo Tresero
Pizzo Tresero to szczyt w Masywie Ortleru, w Alpach Retyckich. Leży w północnych Włoszech, w prowincji Sondrio (Lombardia).
Pierwszego wejścia, 28 czerwca 1865 r., dokonali: Francis Fox Tuckett, Douglas William Freshfield, James Backhouse, George Henry Fox, François Devouassoud i Peter Michel